# Frauenforschung
Frauenforschung bezeichnet im Allgemeinen Forschung über Frauen. Sie ist somit ein Teilbereich der Geschlechterforschung. Während sich die Frauenforschung mit der Lebenssituation von Frauen beschäftigt, thematisieren Gender Studies die soziokulturelle Konstruktion von Geschlecht (Gender) im Allgemeinen.
In der Geschlechterforschung hat sich analog zur Frauen- eine Männerforschung entwickelt, die sich ihrerseits mit den Lebenswelten von Männern in der Gesellschaft befasst.

## Themen der Frauenforschung und Institutionalisierung
Frauenforschung ist interdisziplinär und umfasst Bereiche der Anthropologie, Soziologie, Geschichte, Medizin, Ästhetik sowie anderer Wissenschaften und wirft deren Fragestellungen unter dem Gesichtspunkt des Feminismus bzw. der Frauenbewegung und Emanzipation neu auf. Frauenforschung wird universitär und außeruniversitär betrieben. Als Themen stehen die Besonderheiten der Lebenswelten von Frauen und ihrer Lebensverhältnisse im Vordergrund wie zum Beispiel Frauenbildung.
Unter „früher“ Frauenforschung versteht man empirische Studien zur Lebenssituation von Frauen, die zwischen 1900 und 1933 im Bereich der Sozialwissenschaften von nichtakademischen Forscherinnen durchgeführt wurden. Da es noch keine großangelegten, institutionalisierten sozialwissenschaftlichen Forschungszusammenhänge gab, entstanden sie außerhalb der Universitäten. Diese Forschungsarbeiten waren eng verknüpft mit den Zielen der Frauenbewegung sowie der Wohlfahrtspflege. Einflussreiche und produktive Frauenforscherinnen, die auf der Grundlage von Zahlen und Statistik arbeiteten, waren Elisabeth Gnauck-Kühne und Lily Braun zur Lage der Arbeiterinnen, Anna Pappritz zur Not der Prostituierten, Alice Salomon zur ungleichen Entlohnung von Mann und Frau sowie Henriette Fürth zum Schicksal der Kriegerwitwen und -waisen.
Die ersten ordentlichen Professuren für Frauenforschung an westdeutschen Hochschulen wurden ab Mitte der 1980er Jahre ausgeschrieben und besetzt. Dabei handelte es sich um Denominationen innerhalb der Sozialwissenschaften, Geschichtswissenschaft und Philosophie. Die ersten Professorinnen für Frauenforschung kamen aus der Soziologie, dazu gehören u. a. Ute Gerhard, Carol Hagemann-White, Irene Dölling.
Anfangs beschränkte sich die Frauenforschung noch darauf, das Weibliche als Abweichung von der männlichen Norm zu analysieren. In den 1990er Jahren setzten sich nach und nach sozialkonstruktivistische Sichtweisen auf Geschlecht innerhalb der Disziplin durch, wie sich beispielsweise an der Etablierung des Ansatzes des Doing Gender ablesen lässt. Im Zuge dessen setzte eine Diversifizierung der innerhalb der Frauenforschung bearbeiteten Themen ein, die letztlich zur Ausbildung der Geschlechterforschung führte. Die Geschlechterforschung hat die Frauenforschung allerdings nicht abgelöst. Vielmehr ist die Frauenforschung nun einer von mehreren Forschungssträngen innerhalb der Geschlechterforschung.

## Methoden der Frauenforschung
Die Frauenforschung bedient sich vor allem den Methoden der Sozialwissenschaften und der Geschichtswissenschaft. Darüber hinaus formulierte Maria Mies 1978 einige methodologische Grundprinzipien der Frauenforschung, an denen sich auch heute noch Forschende orientieren:
1. Die Frauenforschung lehnt das Postulat der Wertfreiheit für Wissenschaften ab. Sie verhält sich nicht neutral zu ihren Forschungsobjekten, sondern strebt eine Position der Parteilichkeit an.
2. Die Frauenforschung sieht einen Großteil der Wissenschaften als ein Instrument der Herrschaftssicherung an. Forschende sollen sich mit Unterdrückten solidarisieren und mit ihnen gemeinsam eine „Sicht von unten“ auf die Welt entwickeln.
3. Forschung soll nicht aus einer rein zuschauenden Perspektive durchgeführt werden. Stattdessen sollen Forschende im Rahmen ihrer Arbeit an emanzipativen Aktionen teilnehmen (siehe hierzu auch Aktionsforschung).
4. Forschung hat immer die Veränderung gesellschaftlicher Verhältnisse zum Ziel.
5. Die Wahl eines Forschungsgegenstandes orientiert sich an den Zielen der Frauenbewegung.
6. In Anlehnung an Paulo Freire soll Forschung dazu beitragen, dass sich alle, die an ihr beteiligt sind, ihrer Position in der Welt kritisch bewusst werden. Forschungsprozesse verlaufen nicht einseitig, sondern sind ein Dialog von Forschenden und Beforschten, die so im besten Falle gemeinsam zu Erkenntnissen kommen.
7. Die Entwicklung einer feministischen Gesellschaftstheorie soll nicht an Forschungsinstituten stattfinden, sondern durch die Teilnahme an den Kämpfen der Frauenbewegung.[6]

## Historische Frauenforschung
Das primäre Interesse der historischen Frauenforschung gilt einer Rekonstruktion der Geschichte von Frauen. Sie kritisiert ein „Vergessen“ von Frauen in der vorherrschenden Wissenschaft und die Unterrepräsentanz einer weiblichen Perspektive. Die selbst gestellte Aufgabe beinhaltet das Aufdecken und Füllen von Lücken in der Wissenschaft bezüglich der Rolle von Frauen in der Geschichte und der historischen Gewordenheit von Geschlechterverhältnissen. Die herkömmliche als androzentrisch kritisierte Geschichtsschreibung soll durch eine an Frauen orientierte ergänzt bzw. ersetzt werden.